# Spathiphyllum cannifolium
Spathiphyllum cannifolium är en kallaväxtart som först beskrevs av Jonas Dryander och John Sims, och fick sitt nu gällande namn av Heinrich Wilhelm Schott. Spathiphyllum cannifolium ingår i släktet Spathiphyllum och familjen kallaväxter. Inga underarter finns listade.

## Bildgalleri

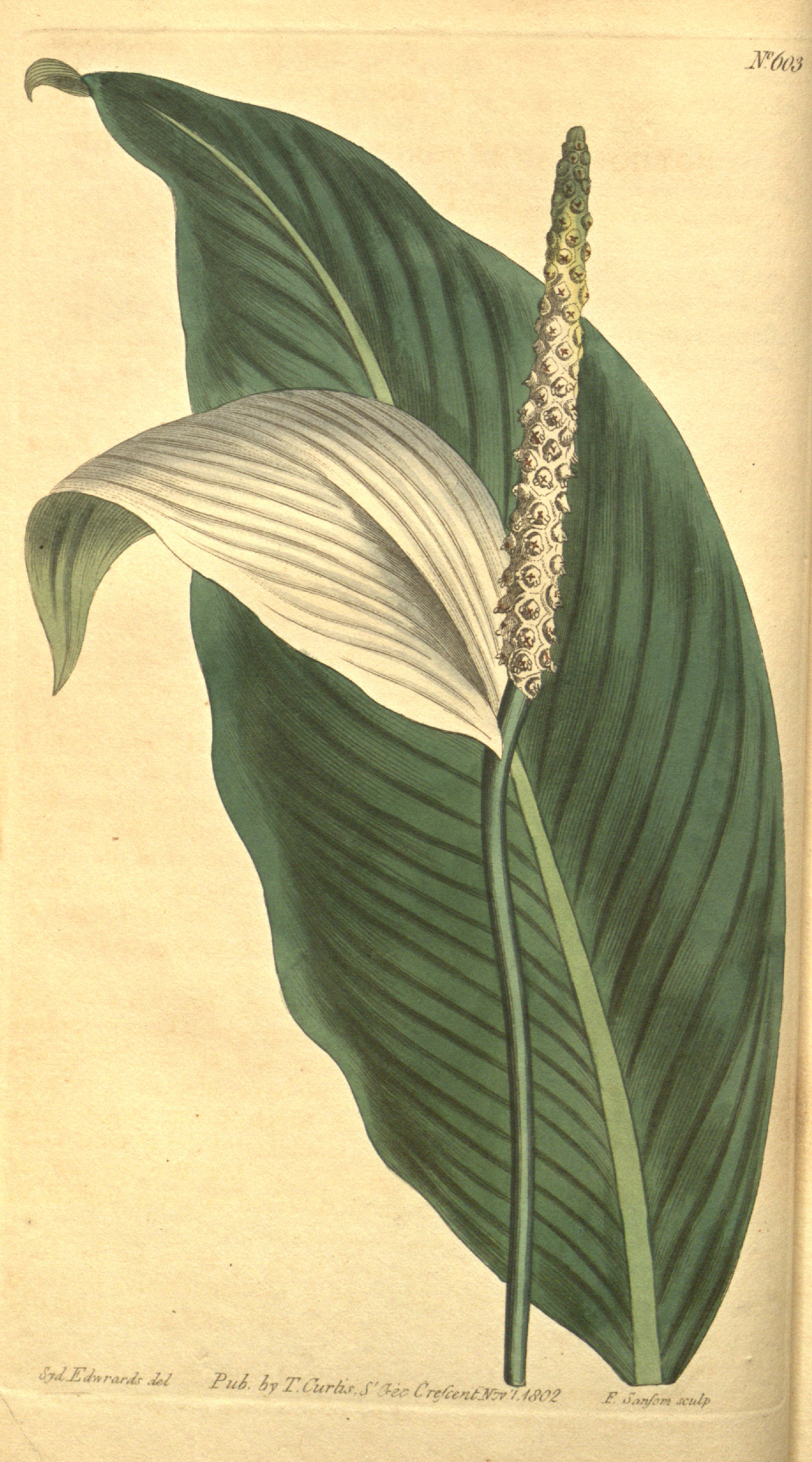
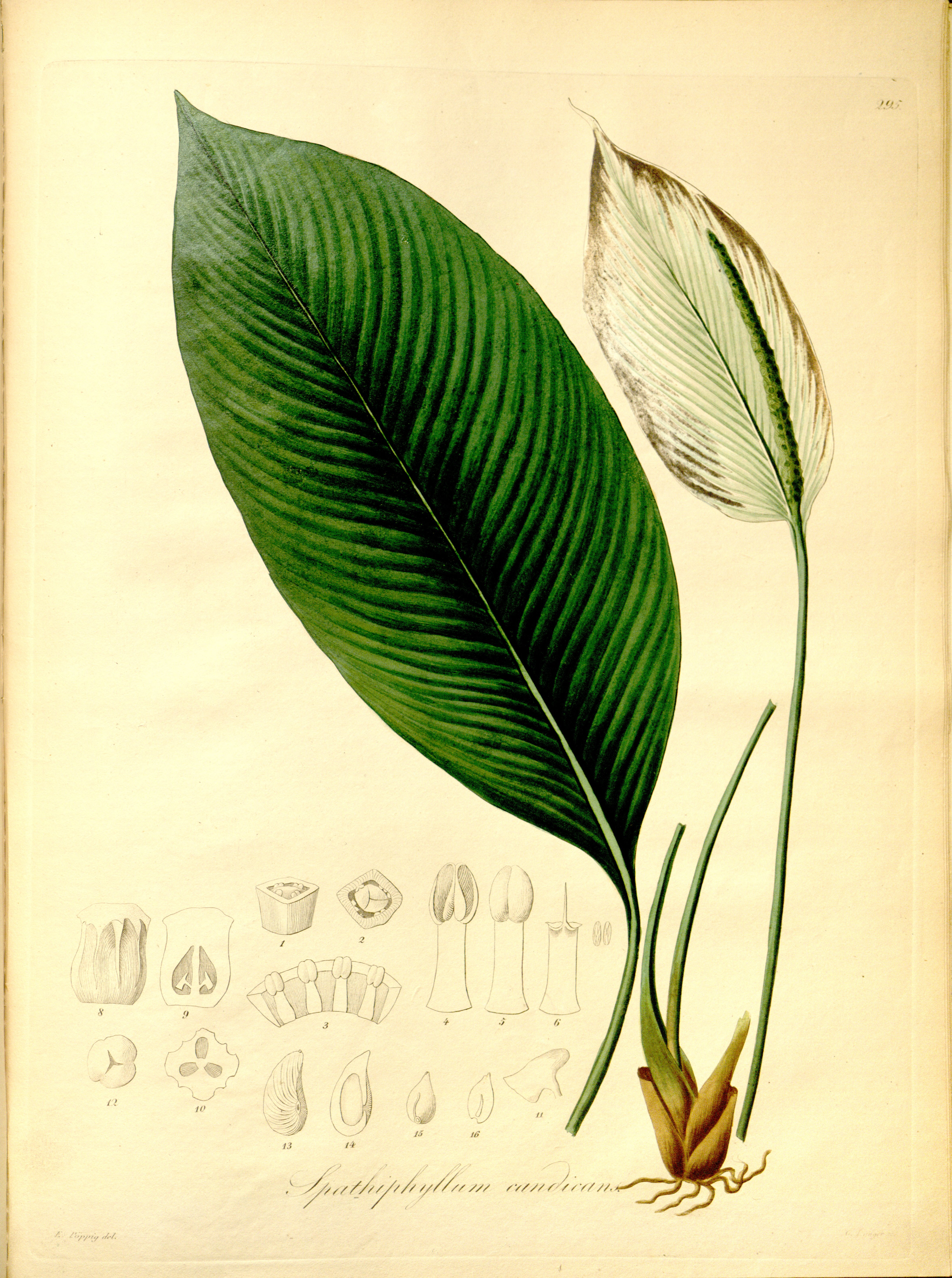